# Flamingo Crossings
Flamingo Crossings, auch bekannt als Flamingo Crossings Town Center oder Flamingo Crossings Village, ist ein Einkaufs-, Gastronomie-, Wohn- und Unterhaltungskomplex im Walt Disney World Resort in der Nähe von Winter Garden, Florida, im Orange County. Der Komplex wurde erstmals 2007 von Disney angekündigt und 2021 offiziell mit einer ersten Phase von Geschäften eröffnet, wobei weitere Entwicklungen in der Zukunft geplant sind.

## Geschichte

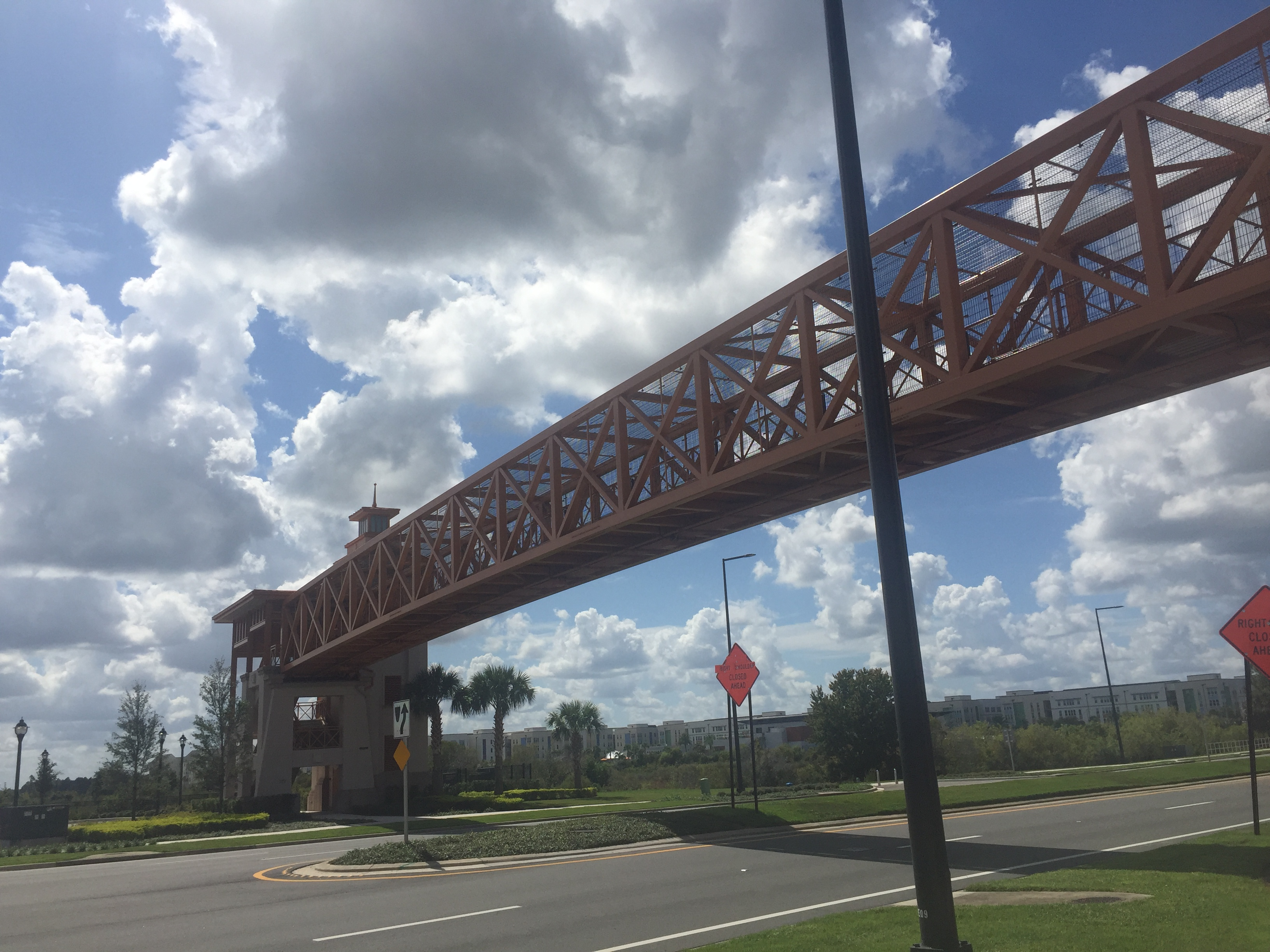
Fußgängerbrücke in Flamingo Crossings

Das Land, auf dem Flamingo Crossings gebaut wurde, war ursprünglich mit Orangenhainen bedeckt. Die Hauptstraße der Entwicklung ist die Hartzog Road, benannt nach William Hartzog (1916–2009), einem langjährigen Grundbesitzer und Geschäftsmann in der Region, der die Straße aus Lehm von seiner Zitrusfarm anlegte. Disney besaß ursprünglich kein Land so weit westlich des Geländes, begann jedoch in den 1990er Jahren mit dem Aufkauf von Grundstücken lokaler Landbesitzer, darunter Everette Fischer (1933–2021), der ehemalige Geschäftsführer der Winter Garden Citrus Growers Association. Disney hatte auch in den 1980er Jahren das ehemalige Crossroads Shopping Center in der Nähe von Disney Springs entwickelt, das sich an Teilnehmer des Disney College Program und Gäste lokaler Resorts an der Hotel Plaza Blvd. richtete. Das Crossroads wurde 2021 geschlossen und abgerissen. Die Flamingo-Crossings-Entwicklung befindet sich nördlich des Orange Lake Resort & Golf Club von Holiday Inn an der Sandpiper Landing Way, das 1982 von Kemmons Wilson erbaut wurde, bevor Disney World 1998 mit Disney’s Animal Kingdom weiter nach Westen expandierte. Die Florida State Road 429 wurde unter Anwendung des Enteignungsrechts durch das Gelände des Orange Lake Resort gebaut.
Die Walt Disney Company kündigte 2007 die Entwicklung eines neuen Unterhaltungsviertels namens Flamingo Crossings an. Disney wies ein Grundstück direkt außerhalb des sogenannten Western Entrance Gateway zu, das sich an der Western Way hinter dem Animal Kingdom befindet. Kurz nach der Ankündigung und den ersten Planungen verzögerte die Große Rezession von 2008 die Entwicklungspläne, und Disney richtete den Fokus auf die Umgestaltung des Downtown-Disney-Bereichs zu Disney Springs. 
Das erste Unternehmen, das in diesem Gebiet eröffnet wurde, waren die beiden verbundenen Marriott International Hotels, TownePlace Suites und SpringHill Suites. Der Bau begann 2014, und die Hotels wurden 2016 eröffnet. Die Entwicklung verzögerte sich auch, bis der Ausbau der Western Way-Verlängerung zur Avalon Road abgeschlossen war. Diese neue Verlängerung wurde 2019 eröffnet. Weitere Verzögerungen ergaben sich durch die COVID-19-Pandemie, wodurch Unternehmen ihre Eröffnungspläne auf 2022 und 2023 verschoben. Es ist geplant, die Western Way noch weiter bis zur Highway 27 zu verlängern, um mehr Geschäfte in das schnell wachsende Gebiet, bekannt als Horizon West, zu bringen.

## Entwicklung
Walt Disney Imagineering meldete 2015 das Markenzeichen für den Namen und das Emblem von Flamingo Crossings an. Der Reedy Creek Improvement District (jetzt Central Florida Tourism Oversight District) genehmigte weitere Verbesserungen des Gebiets, darunter zwei Fußgängerbrücken, damit Gäste und Cast Members sicher beide Seiten des Gebietes überqueren können. 2021 wurde eine Ampel an der Kreuzung von Western Way und Hartzog Road installiert. Zusätzliche Asphaltierungsarbeiten und Verbesserungen, einschließlich der Installation einer Busspur für die Disney College Program-Busse, wurden 2021 und 2022 durchgeführt. Die Straßen innerhalb des Komplexes tragen die Namen Sugar Belle Drive, Flagler Drive und Ruby Red Place. Der Komplex umfasst eine Gemeinschafts-Ausstellungshalle für Besprechungen und Veranstaltungen sowie einen Unterstand im Freien. Im Zentrum des Komplexes befindet sich außerdem ein Gartenbereich und Platz für Live-Unterhaltung.

## Flamingo Crossings Village
Wohnungen für Teilnehmer des Disney College Program und der internationalen Programme der Walt Disney World werden in Flamingo Crossings Village bereitgestellt, einem großen Apartmentkomplex, der 2021 eröffnet wurde. Der Komplex ersetzte die früheren Wohnanlagen des Disney College Program, die sich in der Nähe von Little Lake Bryan, nahe der International Drive, und dem Vistana-Gebiet in der Nähe der Florida State Road 535 befanden. Das Village ist in Abschnitte unterteilt, die durch einen Naturwanderweg verbunden sind. Der Komplex ist in East und West aufgeteilt, wobei die Nachbarschaften innerhalb der Gebäude nach Disney-Figuren benannt sind. Das East Village befindet sich an der Hartzog Road, während das West Village am Rock Pigeon Loop liegt. Der Komplex wird von American Campus Communities verwaltet. Im Dezember 2023 öffnete Disney das Flamingo Crossings Village für alle Cast Member.